# Simon Peter Kamomoe
Simon Peter Kamomoe (ur. 26 listopada 1962 w Gatundu) – kenijski duchowny katolicki, biskup pomocniczy Nairobi w latach 2024-2025, biskup pomocniczy Wote od 2025 

## Życiorys
Święcenia kapłańskie otrzymał 18 czerwca 1994 i został inkardynowany do archidiecezji Nairobi. Pracował głównie jako duszpasterz parafialny, był też asystentem przy niższym seminarium duchownym oraz kapelanem w kurialnym wydziale ds. duszpasterstwa rodzin.
13 lutego 2024 papież Franciszek mianował go biskupem pomocniczym archidiecezji Nairobi, ze stolicą tytularną Thubunae in Numidia. Sakry udzielił mu 6 kwietnia 2024 nuncjusz apostolski w Kenii – arcybiskup Hubertus van Megen.
5 lipca 2025 papież Leon XIV przeniósł go na urząd biskupa pomocniczego diecezji Wote z zachowaniem dotychczasowej  stolicy tytularnej. 